# Circul de Stat din Chișinău
Circul de Stat din Chișinău este un edificiu construit în 1981 și prevăzut pentru reprezentații de circ. Autorii proiectului și unii realizatori ai lui – arhitecții Semion Șoihet și A. Kirilenko, inginerii T. Goriunova și M. Șein, brigadierul A. Parsin, electrosudorul-montor M. Postolache, muncitorul-marmurist N. Starțev – au fost distinși cu Premiul de Stat al RSSM.
Sala de spectacole, cu 1.900 locuri dispuse în amfiteatru, are o arenă cu diametrul de 13 m.
Circul este înzestrat cu aparatură modernă: dispozitive sonore, de iluminat, de radio și cinema. Cupola este demontabilă. Circul mai dispune și de un manej de repetiții, camere pentru artiști și personalul de serviciu, încăperi speciale pentru animale, un punct veterinar. În jurul sălii de reprezentații se întinde un foaier în semicerc, înzestrat cu picturi murale în tehnică encaustică (pictor P. Obuh) și terase de vară ce deschid o vedere asupra orașului.
În localul Circului au loc reprezentații atât ale artiștilor autohtoni, cât și al celor de peste hotarele Moldovei.
Circul de Stat se află în reparație încă din 2004, dar progrese semnificative în restaurarea și renovarea lui au început în 2022.

## Galerie de imagini

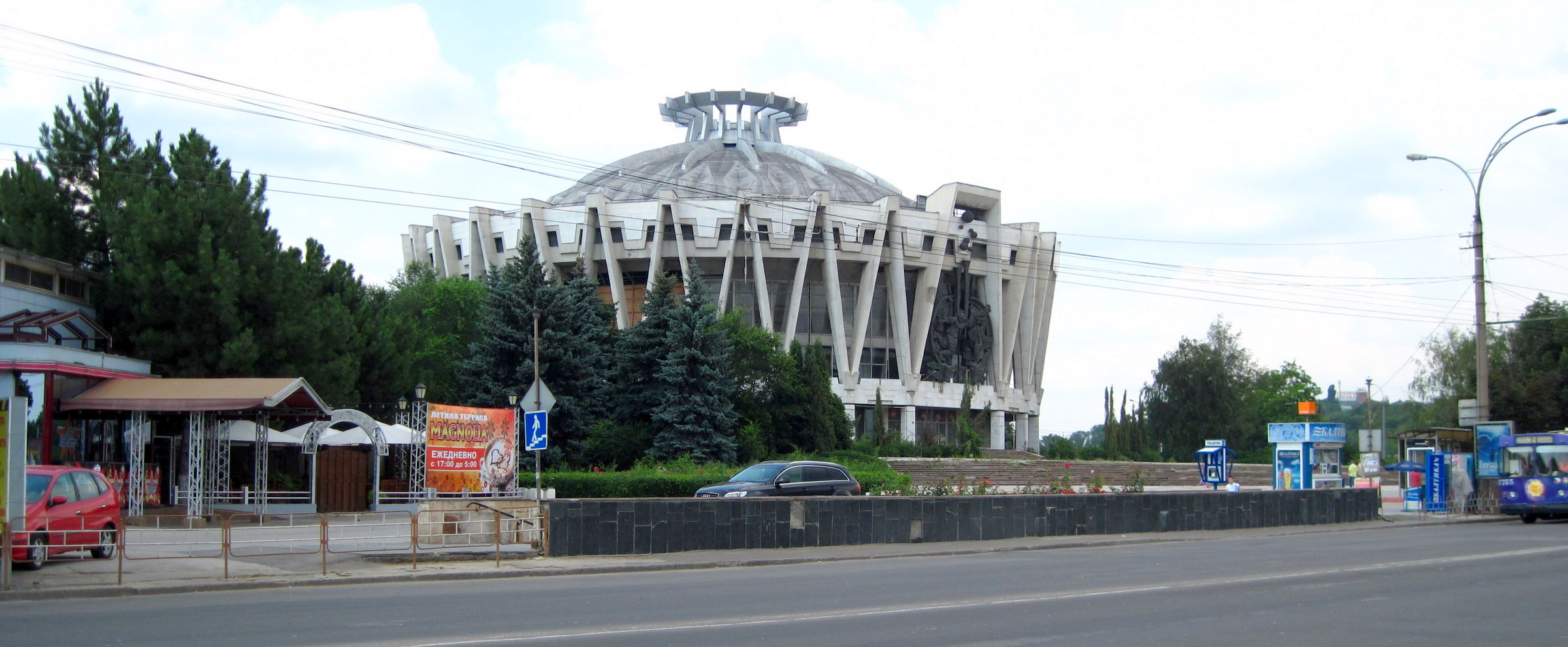
Anul 2010
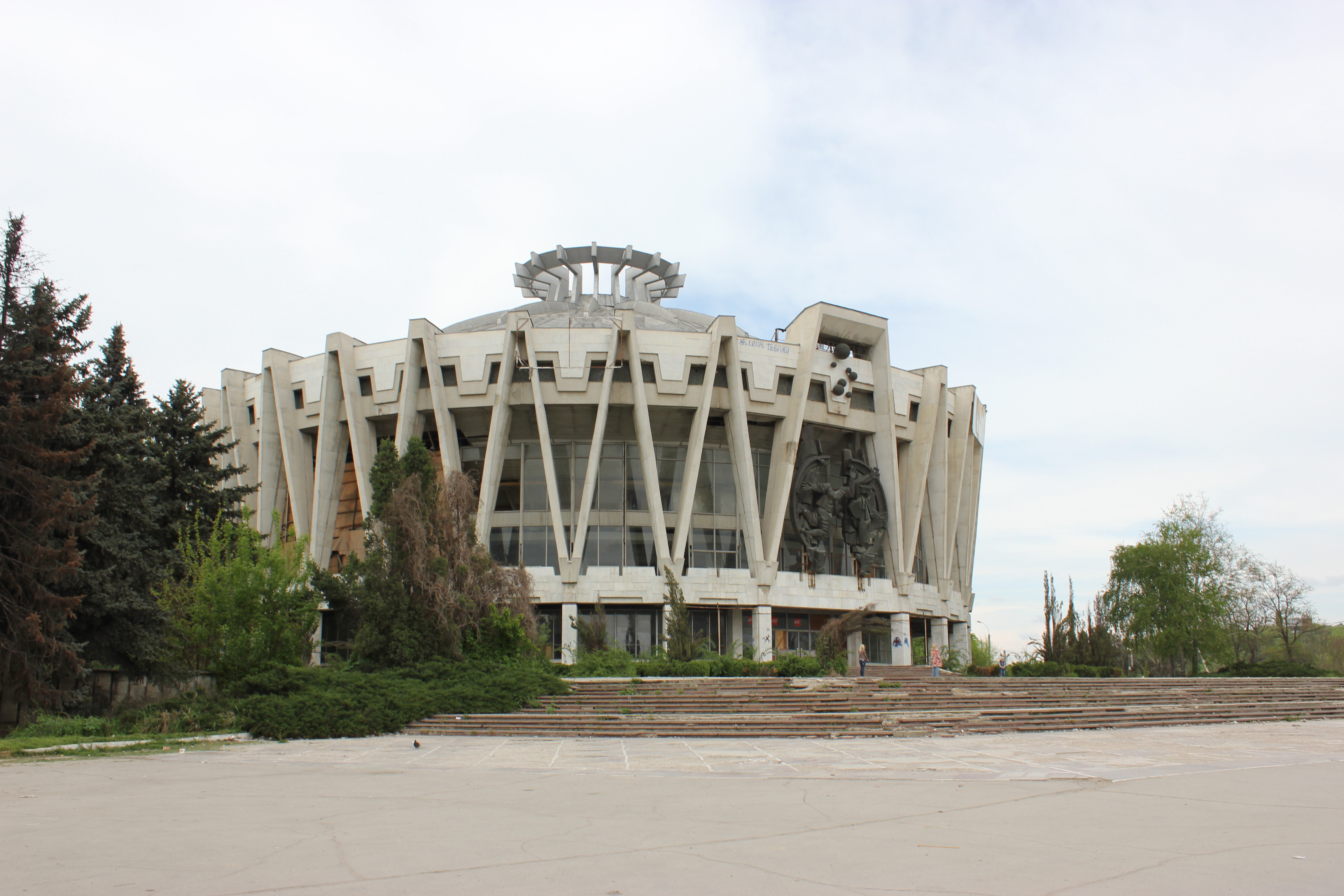
Anul 2014
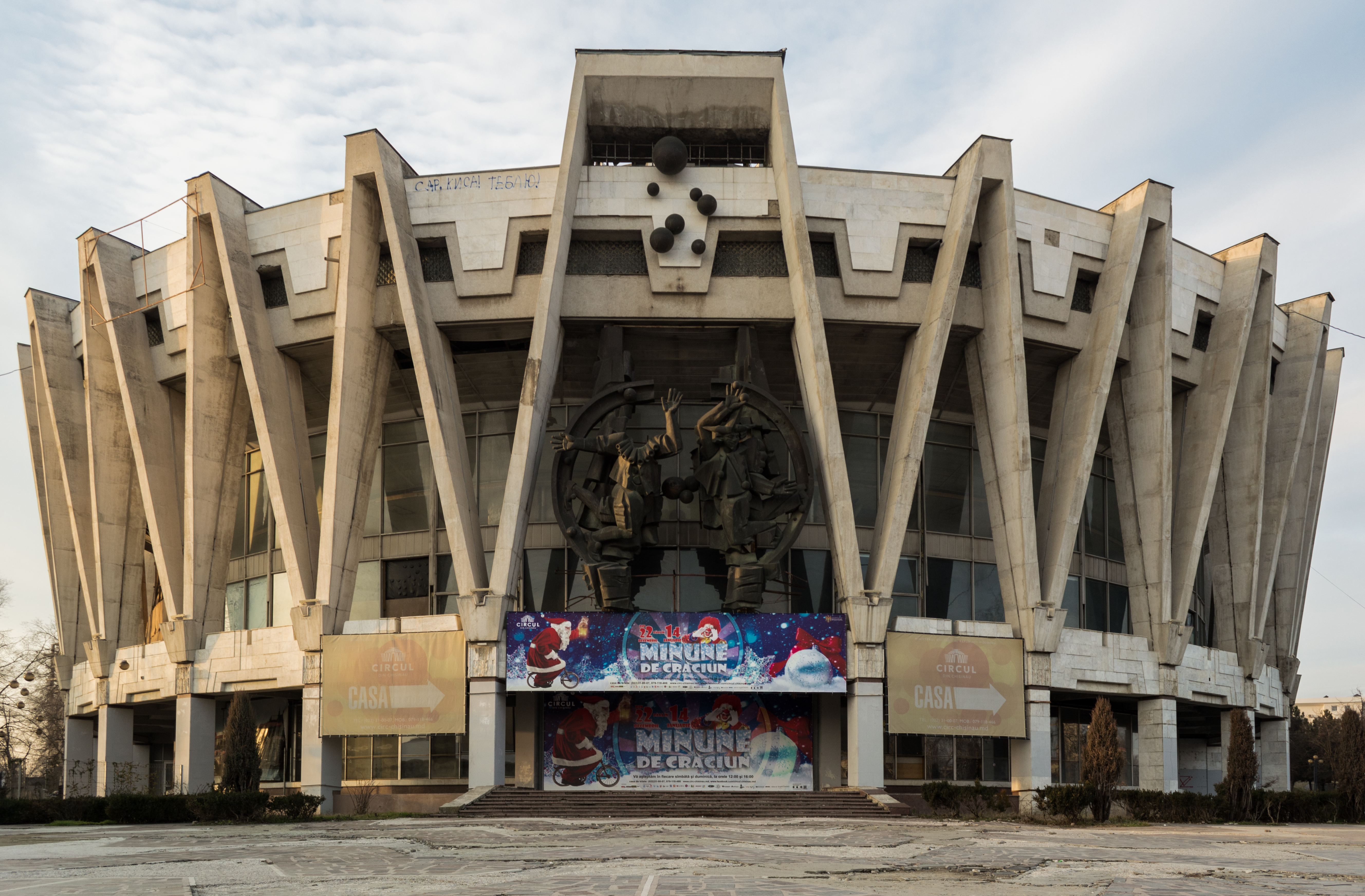
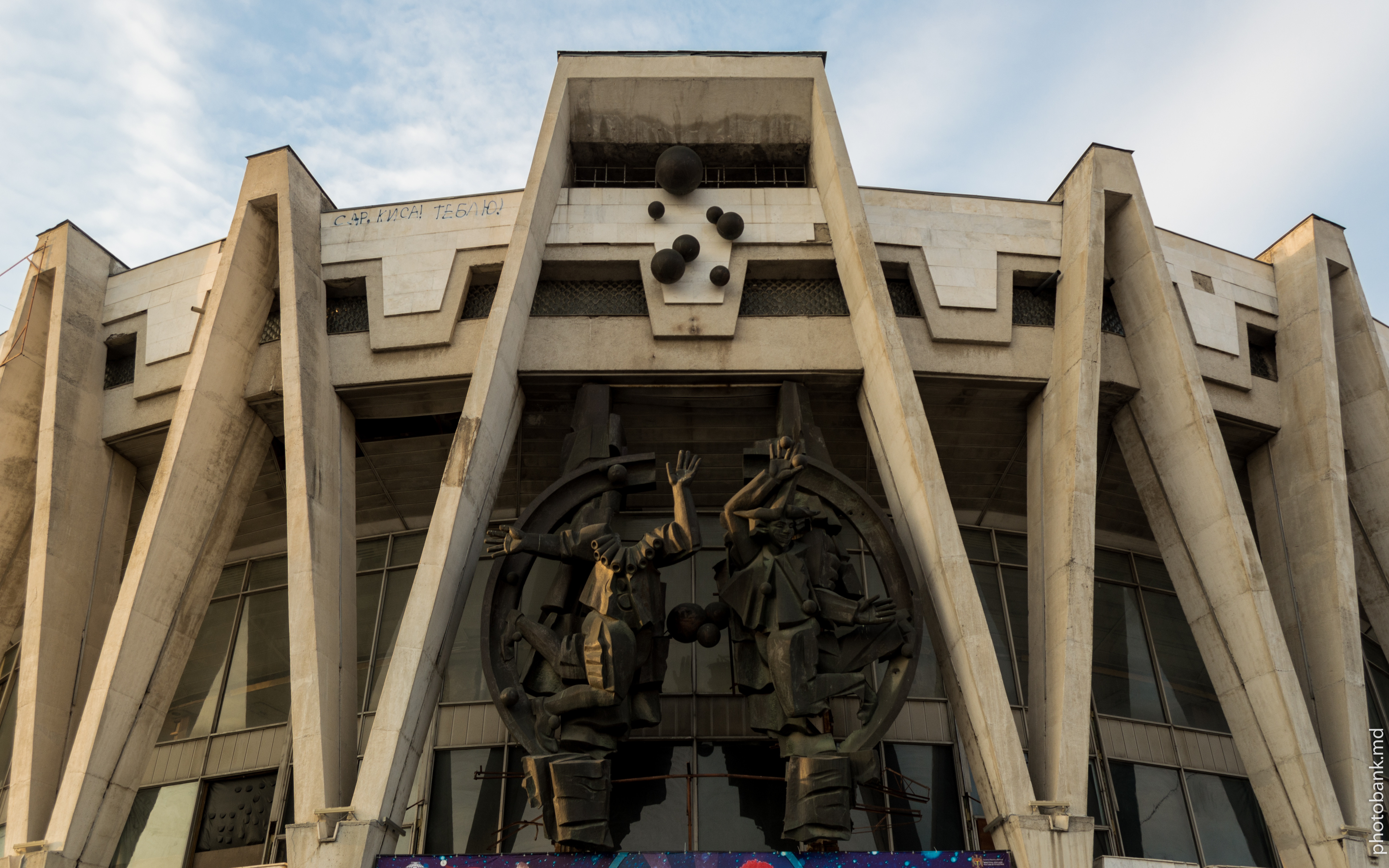